# 포 라이프 뮤직 엔터테인먼트
포 라이프 뮤직 엔터테인먼트(FOR LIFE MUSIC ENTERTAINMENT) 또는 흔히 줄임말로 FLME는 '포 라이프 레코드'를 전신으로 2002년 2월 출범한 일본의 레코드 회사이다. 본사는 도쿄도 미나토구에 위치하고 있다.

## 역사
기업의 전신인 포 라이프 레코드 (フォーライフ・レコード)는 1975년 설립되었으며, 코무로 히토시, 요시다 타쿠로, 이노우에 요스이, 이즈미야 시게루 네 명의 포크 송 싱어가 설립자다. 코무로가 초대 대표이사를 역임했으며, 고토 유타카 (後藤由多加)가 부사장, 요시다 ·  이노우에 ·  이즈미야가 이사로 취임했다. 1975년 4월 11일, 타카나와 프린스 호텔에서 레코드 회사 출범에 관련한 기자회견을 가졌으며, 동년 6월 1일 정식으로 발족되었다.
1975년의 레코드 업계의 전체 매출은 184억 엔이였고, 포 라이프는 그 중에서 31억 엔에 달하는 상당한 매출을 올렸으며, 이듬해에도 41.4억 엔 (실질적으로는 그 절반 수준으로 알려져 있다.)의 매출을 올렸다. 하지만 1977년도 3분기에 이르러 매출이 8억 엔이 되며, 이에 대표이사가 코무로에서 요시다로 변경되었다. 언론은 경영 부진과 내부 분열이 원인이라고 보도했으며, 사장 교체를 시점으로 요시다를 제외한 세 명은 경영에서 손을 떼게 된다.
당시 요시다 타쿠로가 프로듀스해서 데뷔시켜 큰 매출을 올렸던 하라다 신지가 빨리도 적을 옮기게 되는 일들이 겹치며 기업의 경영에 점차 문제가 생기기 시작했으며, 이즈미야는 이전과는 달리 점차 변해가기 시작하는 포 라이프 레코드에 대해 문제 제기를 하다가 결국 1977년 7월 13일에 퇴사하고 만다. 이후 10년동안 이즈미야와 나머지 세 명은 사이가 심하게 틀어진다. 1982년 고토 유타카가 대표이사로 취임했다.
1997년을 전후해 사카모토 류이치와 이마이 미키 같은 대형 아티스트들이 잇달아 타 레코드사로 떠나버리고, 거기에 신인 아티스트들의 부진함과 레코딩 스튜디오를 준공하며 빌린 융자 상환이 겹쳐 이를 극복하지 못해 점차 경영이 악화되기 시작했다. 2001년 11월 14일 임시 주주총회가 열려 기업의 해산이 결의되었으며 신구분리 (新旧分離)라는 방식을 택해 채무변제를 위해 사명을 미슈쿠 산업 주식회사(三宿産業株式会社)로 변경하고, 2001년 12월 특별 청산을 신청 후 2004년 완전히 해산해 청산까지 완료했다. 신구분리 과정에서 포 라이프의 사업을 승계하기 위해 2002년 2월, 포 라이프 뮤직 엔터테인먼트가 설립되었다.